# 佐藤栄一 (政治学者)
佐藤 栄一（さとう えいいち、1935年2月21日 - 2001年3月15日）は、日本の政治学者。専門は、国際関係論、軍備管理、軍縮。桜美林大学教授。
2001年3月15日、肝硬変のため死去。

## 著書

### 単著
- 『現代の軍備管理・軍縮――核兵器と外交 1965-1985年』（東海大学出版会、1989年）
- 『冷戦後の軍備管理・軍縮』（三嶺書房、2001年）

### 編著
- （木村修三）『核防条約――核拡散と不拡散の論理（国際問題新書40）』（日本国際問題研究所、1974年）
- 『現代国家における軍産関係』（日本国際問題研究所、1974年）
- 『政治と軍事――その比較史的研究』（日本国際問題研究所、1978年）
- （斎藤優）『核エネルギー政策――現状分析と展望（国際研究叢書28）』（日本国際問題研究所、1979年）
- 『安全保障と国際政治（国際研究叢書30）』（日本国際問題研究所、1982年）
- （泉昌一）『冷戦後アジアの国際関係――安全保障の視角から』（三嶺書房、1998年）

### 訳書
- ハーバート・ファイス『原爆と第二次世界大戦の終結』（広瀬順晧ほか共訳、南窓社、1974年）